# Criotocatantops clathratus
Criotocatantops clathratus är en insektsart som först beskrevs av Willy Adolf Theodor Ramme 1929.  Criotocatantops clathratus ingår i släktet Criotocatantops och familjen gräshoppor. Inga underarter finns listade i Catalogue of Life.